# Stilpon divergens
Stilpon divergens är en tvåvingeart som beskrevs av Smith 1965. Stilpon divergens ingår i släktet Stilpon och familjen puckeldansflugor.
Artens utbredningsområde är Nepal. Inga underarter finns listade i Catalogue of Life.